# 일반외과

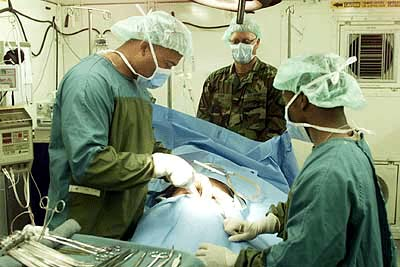

일반외과(중국어: 一般外科)는 의학의 한 분야로, 넓은 의미로 수술을 시행하는 전문분야를 말한다. 현재에는 신경외과, 흉부외과, 정형외과, 성형외과, 산부인과, 비뇨기과, 이비인후과, 안과, 소아외과 등의 전문분야로 독립한 분야를 제외한 나머지 모든 분야를 말한다.
예전에는 "일반외과"로 불리던 분야가 "외과"로 개칭되어 현재에는 "외과"라고 말하면 소화기(상부위장관, 대장항문, 간담췌), 내분비(갑상선), 유방, 혈관, 이식, 외상, 소아 등을 다루는 전문분야를 말한다.
외과를 총괄하는 학술 단체로 대한외과학회가 있으며 분과 학회로 내분비외과학회, 위암학회, 간담췌학회, 대장항문학회, 유방암학회, 이식학회, 소아외과학회 등이 왕성한 활동을 하고 있다.

## 같이 보기
- 신경외과
- 흉부외과
- 정형외과
- 성형외과
- 산부인과
- 비뇨기과
- 이비인후과
- 안과